# Temperament mesotònic

Escala musical de Moodswinger

El temperament mesotònic és l'afinació dels instruments musicals basant-se en intervals de nombres naturals petits.